# Xysticus nenilini
Xysticus nenilini là một loài nhện trong họ Thomisidae.
Loài này thuộc chi Xysticus. Xysticus nenilini được Yuri M. Marusik miêu tả năm 1989.